# Tôn giáo tại Bắc Macedonia
Ở Bắc Macedonia, tôn giáo phổ biến nhất là Cơ đốc giáo chính thống, kế đến là Hồi giáo. Đại đa số các Kitô hữu Chính thống ở nước này thuộc về Giáo hội Chính thống giáo Macedonia, vốn tách rời từ Giáo hội Chính thống Serbia năm 1967.